# Битва при Багреванде
Битва при Багреванде или Битва при Вагабанде произошла в 371 году на равнине Багреванд, когда римско-армянские войска нанесли поражение армии Сасанидского Ирана.

## Предыстория
В 369 году Шапур II, шах империи Сасанидов, убедил армянского царя Папа предать римлян и перейти на свою сторону. Под влиянием Шапура Пап убил Сайлеса и Артабана и послал их головы Шапуру в знак верности. Римский император Валент послал одного из своих военачальников, Аринфея, с армией в Армению, и Пап немедленно вернулся к своей верности Риму.
Зимой 370 года Шапур решил решить армянский вопрос силой; он объявил Договор 363 года (тридцатилетнее мирное соглашение между персами и римлянами) недействительным и начал собирать армию для вторжения в Армению следующей весной. Узнав о готовящемся нападении, Пап собрал армию в Багреванде. Римляне под командованием полководцев Траяна и Вадомария имели армии в Эрханде и Баксише. Они также отправились в Багреванд и построили укрепленный лагерь, ожидая, пока соберутся армяне. В конце концов армяне выставили армию численностью 90 000 человек. Было решено, что Спарапет (генерал) Мушег I Мамиконян будет командовать армянскими войсками, в то время как римляне останутся под своим собственным командованием.

## Ход сражения
Объединённая армяно-римская армия встретила силы Сасанидов близ деревни под названием Дзирав (недалеко от Багреванда) и одержала победу. Армяне прорвали боевые порядки Сасанидов и заставили тех отступить. Фауст Византийский приписывает значительную заслугу в победе спарапету Мушегу I Мамиконяну. Мовсес Хоренаци и Аммиан Марцеллин отметили, что полководцы Валента не принимали активного участия в битве, а скорее занимались защитой царя.

## Последствия
Хотя Шапур проиграл битву, тем не менее он был полон решимости не сдаваться. В ходе последовавших боёв у Сасанидов было отвоевано больше армянских территорий, в том числе Арзанене (Ахдзник) и Кордуене. Шапур в ответ предпринял несколько небольших вторжений и набегов на армянскую территорию, прежде чем ещё одно крупное наступление привело ко второму сражению при Гандзаке. В битве при Гандзаке римско-армянская армия во второй раз за этот год нанесла поражение персам. После битвы Шапур отправил послов, и было достигнуто перемирие. Перемирие продлится семь лет.